# ヨシー・ファンクJr. 〜此レガ原点!!〜
『ヨシー・ファンクJr. 〜此レガ原点!!〜』（ヨシー・ファンクジュニア こレガげんてん!!）は、吉井和哉のカバー・アルバム。2014年11月19日に日本コロムビアから発売された。

## 解説
バンド時代も含め、吉井のキャリアにおいて初となるカバーアルバム。自身が幼少期から好んで聴いていた、昭和歌謡やポップスからの選曲になっている。
ジャケットは、デザインが我妻晃司（RALPH）、イラストはサイトウユウスケが担当。

## 収録曲
全編曲：吉井和哉
1. SPINNING TOE HOLD 〜OPENING〜 （クリエイション 1977年）
作曲：竹田和夫、樋口昌之
2. 真赤な太陽 （美空ひばり 1967年）
作詞：吉岡治　作曲：原信夫
3. ウォンテッド (指名手配) （ピンク・レディー 1977年）
作詞：阿久悠　作曲：都倉俊一
4. おまえがパラダイス （沢田研二 1980年）
作詞：三浦徳子　作曲：加瀬邦彦
  - 「JAM」のヒントになった曲[1]。
5. 噂の女 （内山田洋とクール・ファイブ 1970年）
作詞：山口洋子　作曲：猪俣公章
6. 夢の途中 （来生たかお 1981年）
作詞：来生えつこ　作曲：来生たかお
7. あの日にかえりたい （荒井由実 1975年）
作詞・作曲：荒井由実
8. 人形の家 （弘田三枝子 1969年）
作詞：なかにし礼　作曲：川口真
Brass Arrangement：武嶋聡　Strings Arrangement：村田泰子
9. 百合コレクション （あがた森魚 1984年）
作詞・作曲：あがた森魚
10. さらばシベリア鉄道 （ 太田裕美 1980年）
作詞：松本隆　作曲：大瀧詠一
11. 襟裳岬 （森進一 1974年）
作詞：岡本おさみ　作曲：吉田拓郎
  - コーラスとして、八千代少年少女合唱団、伊達市立伊達東小学校の人たちが参加している。
12. SPINNING TOE HOLD 〜ENDING〜

## 参加ミュージシャン
- 吉井和哉 - ボーカル、ギター、パーカッション
- 日下部正則 - ギター
- 吉田佳史（TRICERATOPS） - ドラム
- 三浦淳悟 - ベース
- 鶴谷崇 - キーボード
- 武嶋聡 - T.Sax (5), Flute (7), A/B.Sax (8)
- Yuko Yamazaki - Chorus (6.9)
- 滝本尚史 - Trombone (8)
- 石川善男 - Horn (8)
- 村田泰子 - Viola (8)
- 牛山玲名 - 1st Violin (8)
- 藤縄陽子 - 2nd Violin (8)
- 林田順平 - Cello (8)

## ヨシー・ファンクJr. 〜此レガ原点!!〜 Deluxe Edition
2015年8月19日発売。前述の『ヨシー・ファンクJr.』をBlu-spec CD2化したものに加え、同作品のインストゥルメンタル版、トリビュートアルバムなどに収録されたカバー音源を収めたCD、2014年12月28日開催のライブ「YOSHII KAZUYA SUPER LIVE 2014 〜此コガ原点‼︎〜」から抜粋したDVDの4枚組ボックス。2023年10月9日からはDisc 1、3の内容の増補版として、サブスクリプション配信サイト限定で『ヨシー・ファンクJr. 〜此レガ原点!!〜 Expanded Edition』が配信されている。

### 収録曲
Disc 1
『ヨシー・ファンクJr. 〜此レガ原点!!〜』と同内容のBlu-spec CD2版。
Disc 2
Disc 1のインストゥルメンタル版CD+ボーナストラック「SPINNING TOE HOLD」。
Disc 3
※の付く楽曲は「Expanded Edition」のみの収録曲。
1. Be My Last （宇多田ヒカル）
作詞・曲：宇多田ヒカル
初出はトリビュートアルバム『宇多田ヒカルのうた -13組の音楽家による13の解釈について-』。
2. 朝日楼 (朝日のあたる家)  （浅川マキ）
作詞：浅川マキ、作曲：アメリカ民謡
初出はベストアルバム『18』。
3. RAZOR SHARP・キレル奴 （忌野清志郎）
作詞・曲：忌野清志郎
初出はトリビュートアルバム『KING OF SONGWRITER 〜SONGS OF KIYOSHIRO COVERS〜』。
4. 別人 （仲井戸麗市）
作詞・曲：仲井戸麗市
初出はトリビュートアルバム『OK!!! C'MON CHABO!!!』。
5. 与える男 （UNICORN）
作詞・曲：奥田民生
初出はトリビュートアルバム『ユニコーン・トリビュート』。ドラムにUNICORNのメンバーでもある奥田民生が参加した。
6. Polly （ニルヴァーナ）
作詞・曲：カート・コバーン
初出はトリビュートアルバム『ALL APOLOGIES』。
7. Honaloochie Boogie （モット・ザ・フープル）
作詞・曲：イアン・ハンター
THE YELLOW MONKEY時代のカバー曲で、吉井による日本語詞で歌唱されている。初出はトリビュートアルバム『MOTH POET HOTEL』。
8. 夜明けのスキャット （由紀さおり）
作詞,：山上路夫、作曲：いずみたく
THE YELLOW MONKEY時代のカバー曲。初出はシングル『嘆くなり我が夜のFantasy』。
9. 夢は夜ひらく (Live) （藤圭子）
作詞：石坂まさを、作詞：曽根幸明
初出はアルバム『AT THE SWEET BASIL』。
10. Don't Look Back in Anger (Live) （オアシス）
作詞・曲：ノエル・ギャラガー
2007年のライブ「YOSHII BUDOKAN 2007」でのテイク。アルバムへの収録は初。吉井による日本語訳詞で歌唱されている。
11. Help! (Live) （ビートルズ）
作詞・曲：レノン＝マッカートニー
2007年のライブ「YOSHII BUDOKAN 2007」でのテイク。アルバムへの収録は初。
12. 世界の終わり (Live) （THEE MICHELLE GUN ELEPHANT） ※
作詞：チバユウスケ、作曲：THEE MICHELLE GUN ELEPHANT
2015年5月19日開催のライブイベント「TRIAD ROCKS」でのテイク。本作が初収録。YouTubeの公式チャンネルにおいて映像も公開されている（リンク）。
13. Life On Mars? (Live) （デヴィッド・ボウイ） ※
作詞・曲：デヴィッド・ボウイ
2021年のライブ「UTANOVA Billboard」でのテイク。本作が初収録。
14. Working Class Hero (Live) （ジョン・レノン） ※
作詞・曲：ジョン・レノン
2013年のライブツアー「TOUR 2013 GOOD BY YOSHII KAZUYA」でのテイク。アルバムへの収録は初。吉井による日本語訳詞で歌唱されている。
15. ならず者アイムソーリー -Guide Vocal ver.- （HEESEY WITH DUDES） ※
作詞：吉井和哉、作曲：HEESEY
THE YELLOW MONKEYのベーシスト・廣瀬洋一によるソロユニット「HEESEY WITH DUDES」への歌詞提供曲で、吉井によるガイドボーカルのデモ音源。「20」の会員限定版にも収録されている。
16. Bye-Bye- Show -Guide Vocal ver.- （BiSH） ※
作詞・曲・吉井和哉
アイドルグループ・BiSHのラストシングルとして提供した楽曲で、吉井によるガイドボーカルのデモ音源。本作が初収録。

Disc4
1. SPINNING TOE HOLD 〜OPENING〜
2. 真赤な太陽
3. ウォンテッド (指名手配)
4. おまえがパラダイス
5. サムライ
6. 夢の途中
7. あの日にかえりたい
8. 百合コレクション
9. 人形の家
10. さらばシベリア鉄道
11. SPINNING TOE HOLD 〜ENDING〜
12. 襟裳岬